# コンピュータアクセシビリティ
コンピュータアクセシビリティ（英: computer accessibility）とは、机上でコンピュータを操作する人や、様々な程度の障害がある人や、自動車の運転中で目や手が離せない人なども含めたあらゆる人々にとってのコンピュータのアクセシビリティを指す用語である。主にソフトウェアが問題となるが、ハードウェアも含めて障害者がコンピュータを使えるようにする技術を扱う分野として福祉工学がある。
コンピュータの利用において問題となる障害は様々である。障害の程度は様々である。原因としては、病気、外傷、先天的なもの、その時の状況などがある。
- 知的障害と学習障害。ディスレクシア、ADHD、自閉症など。
- 視覚障害。低視力、完全あるいは部分的な失明、色覚異常など。
- 聴覚障害。ろう者と難聴者。
- 運動機能障害。麻痺、脳性麻痺、手根管症候群、繰り返しひずみ損傷など。
- 作業中やスポーツ中で目や手が離せない。

アクセシビリティは a11y と略記されることがある（間の11文字を省略した形）。

## 個々の障害への配慮

### 認知的障害と文盲
認知的障害のある人々のコンピュータアクセシビリティの実現は重要な目標の一つである。特に、コミュニケーション能力に乏しい人や識字に問題がある場合は困難が大きい。

### 視覚障害
視覚障害のある人々のコンピュータアクセシビリティも多大な困難がある。コンピュータのユーザインタフェースは、入力に視覚を必要とし、その応答も視覚なしでは認識できないことが多い。視力が弱い人の場合、大きなフォントを使い、コントラストの強いテーマを使ったりといった方法や、スクリーン拡大ソフトウェアや音声フィードバックを補助として使うといった方法が考えられる。
全く見えないなどの重度の障害の場合、音声合成を使ったスクリーンリーダーソフトウェアや、点字ディスプレイなどの機器が必要となる。
約8%の人々（主に男性）には何らかの色覚異常がある。ユーザインタフェースをうまく設計すれば、色だけで情報を識別しないようにできる。一般に赤と緑、あるいは青と緑を混同する色覚異常が多く、そのような配色には注意が必要である。

### 運動機能障害
中には、通常の入力機器であるマウスあるいはキーボードがうまく使えない人もいる。従って、どちらか一方だけでも全ての入力ができるようにすることは重要である。理想的には、ソフトウェア開発時点では存在しなかった特殊な入力機器にも対応できるよう、汎用の入力APIを使用すべきである。ショートカットキーやマウスジェスチャーも解決策の一部となる。さらに特化した解決策として、オンスクリーンのソフトウェアキーボードやスイッチやジョイスティックやトラックボールなどの代替入力機器もある。音声認識をキーボードやマウスの代替とすることもできる。
天体物理学者スティーヴン・ホーキングは、運動機能障害者として有名である。彼はスイッチと特殊なソフトウェアを使って車椅子に実装されたコンピュータを操作している。

### 聴覚障害
コンピュータでは音声インタフェースは二次的である。音で何かをユーザーに知らせることは、聴覚障害者でなくとも騒音の激しい環境では役に立たない。例えばビープ音のみで警報とするのではなく、視覚的警告も同時に行うのが望ましい。

### 作業中の人
身体的な障害がない人でも、自動車や機械を運転していたり、料理や水仕事をしていたり、スポーツをしている場合など、コンピューターの画面に目を移したり、手を使ってコンピューターを操作できない場合がある。このような状況では視覚障害や運動機能障害がある場合と同じような対策が必要だといえる。

## ウェブアクセシビリティ
ウェブコンテンツにあらゆる人がアクセスできるようにすることを目的としたウェブアクセシビリティという動きがある。ウェブサイトは、ある設計原則に従うことでアクセシビリティを向上させることができる。
ウェブアクセシビリティでは、ウェブコンテンツを印刷したものを読む場合について考慮することなど、コンピューターを離れた状況での情報へのアクセスについてまで考慮させており、一般のコンピューターアクセシビリティには含まれない概念も含まれている。
スクリーンリーダーは、アクセシビリティを考慮していない設計のウェブサイトではあまり効果を発揮できない。これは話し言葉と書かれた文章の違いによるものでもあるが、主にページデザイン経験の不足によるものとも言える。フォントや色や各種マルチメディアを駆使した表現方法で意味を表そうとすると、一部のユーザーには意味が判らなくなる。従って、ウェブアクセシビリティの原則によってサイトを設計することは、すべてのユーザーに意味のあるアクセスを提供することにつながる。
例えば、ウェブデザイナーはナビゲーションとコンテンツを適度に平易で単純なものにでき、長い文章には要約を付けることができる。

### オペレーティングシステムのアクセシビリティ機能
- Microsoft Accessibility
- Apple Accessibility
- The GNOME Accessibility Project
- The KDE Accessibility Project

### Webブラウザのアクセシビリティ機能
- Accessibility in the Opera web browser
- Mozilla Accessibility Project
- アクセシビリティ-Safari
- Internet Explorer 6 Accessibility Resources